# Lil Reese
Lil Reese (* 6. Januar 1993 in Chicago; bürgerlich Tavares Taylor) ist ein US-amerikanischer Rapper und gehört zur Szene des Chicago Drill. Er steht beim Label Def Jam Recordings unter Vertrag.

## Karriere
Taylor erlangte erste Bekanntheit durch die Mitwirkung am Song I Don’t Like von Chief Keef. Zudem war er in seinen Musikvideos Us and Beef zu sehen. Daraufhin hat sich der Musikproduzent No I.D., der schon vorher für Rapper wie Common und Kanye West tätig war, für Taylor interessiert. Dies führte zu der Vertragsunterzeichnung mit dem New Yorker Plattenlabel Def Jam.
Im November 2012 veröffentlichte er einen Remix des Songs Us mit Rick Ross und Drake, welcher auf Rick Ross’ Mixtape The Black Bar Mitzvah erschien. Zudem hat er mit Young Chop und Juelz Santana zusammengearbeitet. Bei letzterem wirkte Taylor beim Song Bodies mit. Im Januar 2013 veröffentlichte er mit Young Jeezy und Twista einen weiteren Remix seines Songs Traffic. Am 2. September 2013 erschien Taylor’s zweites Mixtape Supa Savage. Auf diesen waren unter anderem Chief Keef, Lil Durk, Fredo Santana, Wale und Waka Flocka Flame vertreten.

## Kontroverse
Im Mai 2010 wurde Taylor für Einbrüche schuldig gesprochen. Er wurde zu zwei Jahren auf Bewährung verurteilt.
Am 24. Oktober 2012 wurde ein Video veröffentlicht, in dem Taylor eine Frau angegriffen hat. Er wurde am 28. April 2013 von der Chicago Police festgenommen. Gründe hierfür war ein Vorfall zwei Tage zuvor, bei dem Taylor vor anwesenden Personen auf einem Anwesen eindeutig straffällig geworden ist. Auch das vorherige Video wurde in diese Entscheidung einbezogen
Am 13. April 2013 konnte Taylor den Besitz eines BMW 7er nicht nachweisen. So wurde er am 23. Juni 2013 in Chicago verhaftet und beschuldigt, bei einem Kraftfahrzeugdiebstahl beteiligt gewesen zu sein. Die Anklage wurde fallen gelassen. Am 13. Juli 2013 wurde er wegen Besitzes von Cannabis erneut festgenommen, was ein Verstoß gegen seine Bewährungsauflagen darstellte.
Taylor wurde 2019 und 2021 angeschossen.

## Diskografie

### Studioalben
- 2017: Better Days

Weitere Alben
- 2012: Don’t Like
- 2013: Supa Savage
- 2015: Supa Savage 2
- 2016: 300 Degrezz
- 2017: Supa Vultures (mit Lil Durk)
- 2018: GetBackGang
- 2018: Normal Backwrds

### Singles
- 2012: Us
- 2012: Traffic (mit Chief Keef)

Als Gastmusiker
- 2012: I Don’t Like (mit Chief Keef)
- 2014: Bang Like Chop (mit Young Chop & Chief Keef)

| Jahr | Titel                   | Weitere Künstler                         | Album                           |
| ---- | ----------------------- | ---------------------------------------- | ------------------------------- |
| 2012 | OVA                     | Freddie Gibbs                            |                                 |
| 2012 | Off the Shits           | Lil Durk                                 | I’m Still a Hitta               |
| 2012 | My Lil Niggas           | Fredo Santana, Chief Keef                | It’s a Scary Site               |
| 2012 | Respect                 | Fredo Santana                            | It’s a Scary Site               |
| 2012 | Don’t Try It            | Frenchie                                 | Concrete Jungle 2               |
| 2012 | Nobody Move             | Jay Stonez                               |                                 |
| 2013 | Bodies                  | Juelz Santana                            | God Will’n                      |
| 2013 | S.O.S. (Smash on Sight) | Cap1, Lil Durk                           | T.R.U. 2 It                     |
| 2013 | No Lackin               | Funkmaster Flex, Waka Flocka Flame, Wale | Who You Mad At? Me or Yourself? |
| 2013 | Competition             | Lil Durk                                 | Signed to the Streets           |
| 2013 | Street Life             | Lil Durk                                 | Signed to the Streets           |
| 2013 | Gangway (Remix)         | Lil Herb                                 |                                 |
| 2014 | On My Soul              | Lil Herb                                 | Welcome to Fazoland             |
| 2014 | On a T-Shirt            | Plies                                    | Purple Heart                    |
| 2015 | Bad Habits              | Fredo Santana, Que                       | Ain’t No Money Like Trap Money  |
| 2015 | Go to War               | Fredo Santana                            | Ain’t No Money Like Trap Money  |
| 2017 | Hard Shit               | Lil Durk                                 | They Forgot                     |